# Howdy Wilcox

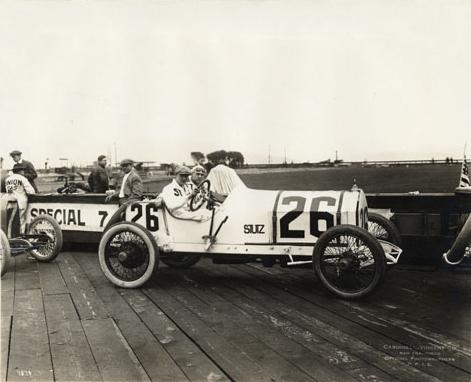
Howdy Wilcox i en Stutz 1915.

Howard "Howdy" Wilcox, född den 24 juni 1889 i Crawfordsville, Indiana, USA, död den 4 september 1923 i Tyrone, Pennsylvania, USA, var en amerikansk racerförare.

## Racingkarriär
Wilcox tävlade redan i den allra första årgången av Indianapolis 500 1911, då han slutade på fjortonde plats vid 21 års ålder. Han tog pole position år 1915, men föll tillbaka till sjunde plats i tävlingen. Wilcox vann sedan tävlingen 1919, efter att ha varit i ledningen de 98 sista varven. De poängen gjorde att Wilcox bara behövde delta i ett race till, där han tog en andraplats, för att bli mästare i det nationella mästerskapet för formelbilar 1919. Wilcox tävlade förutom Indy ganska sparsamt, men omkom på Altoona Speedway i en krasch 1923.